# Szeván-sziget
A korábbi Szeván-sziget (örményül: Սևանի կղզի), jelenleg Szeván-félsziget  (Սևանի թերակղզի), egykori sziget a Szeván-tó északnyugati részén, Örményországban. A Szeván-tónak a szovjet időszakban történő mesterséges lecsapolása után, amely a Sztálin-korszakban kezdődött, a vízszint mintegy 20 métert csökkent, és az ősi sziget félszigetté alakult át. Ennek az újonnan létrejött félszigetnek a déli partján épült fel az Örményországi Írók Szövetségének vendégháza. A keleti partot az örmény elnök nyári rezidenciája foglalja el, míg az örmény apostoli ortodox egyház 1990-ben újjáalapított, ma is működő, I. Veszkán metropolita nevét viselő szemináriuma a félsziget északi partján újonnan épült épületekbe költözött.
A Szeván-sziget ad otthont a 9. századi örmény székesegyháznak és kolostoregyüttesnek, a Szeván-kolostornak, amely Örményország egyik leglátogatottabb turisztikai látványossága. A 874-ben alapított kolostort szovjet nyomásra 1930-ban bezárták, azóta múzeumként működik.

## Galéria

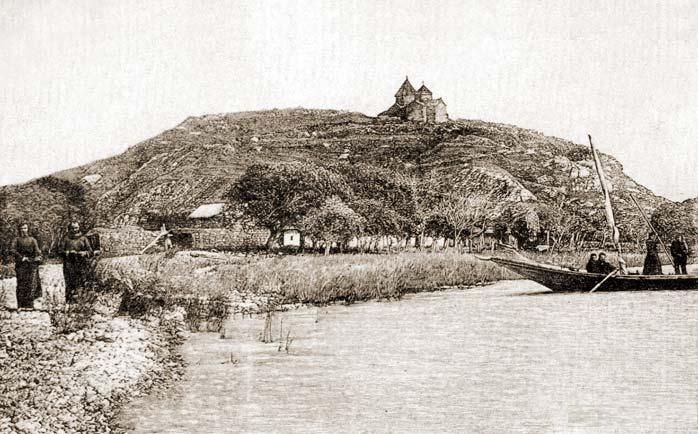
1869-ben a francia T. Deyrolle felvételén
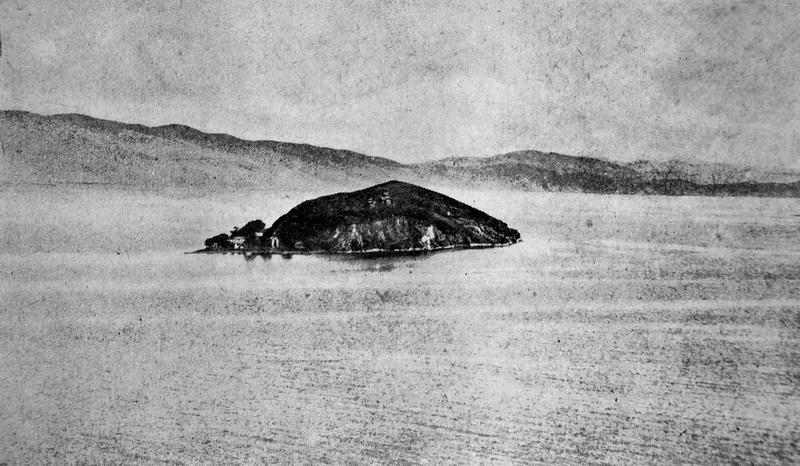
1937-ben, miután lakatlanná vált
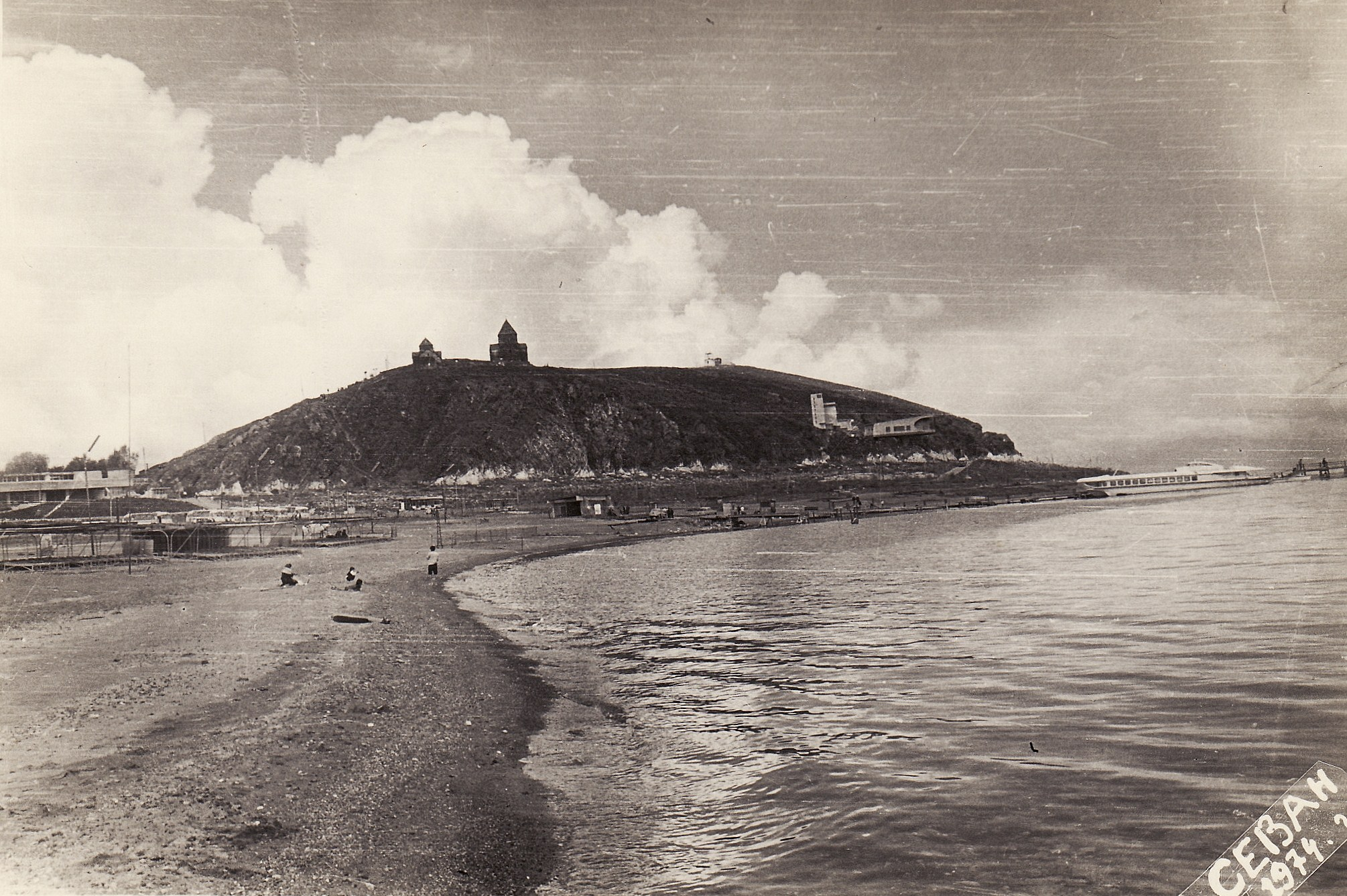
1974-ben, már épülnek a modern stílusú nyaralók
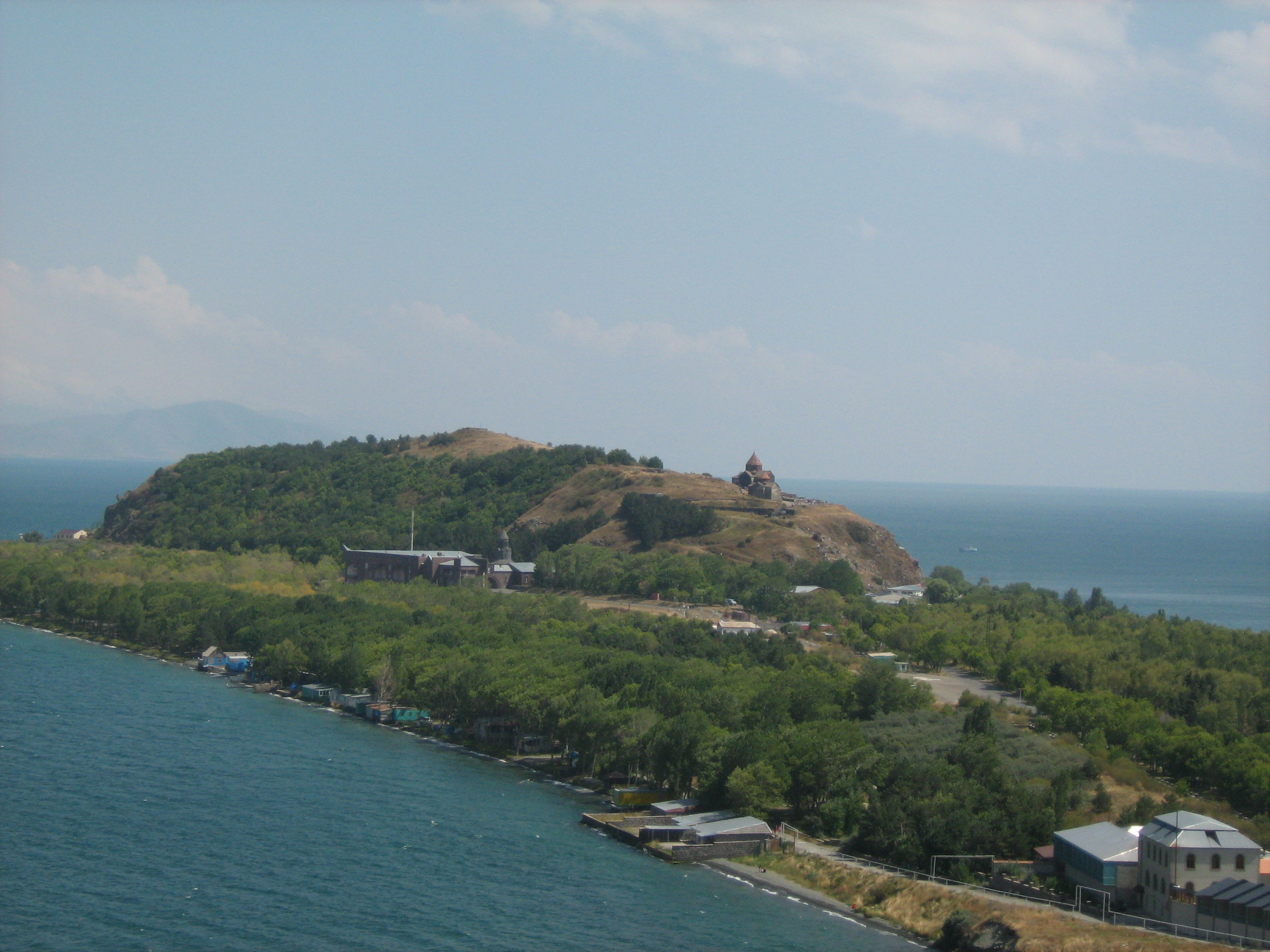
2012-ben
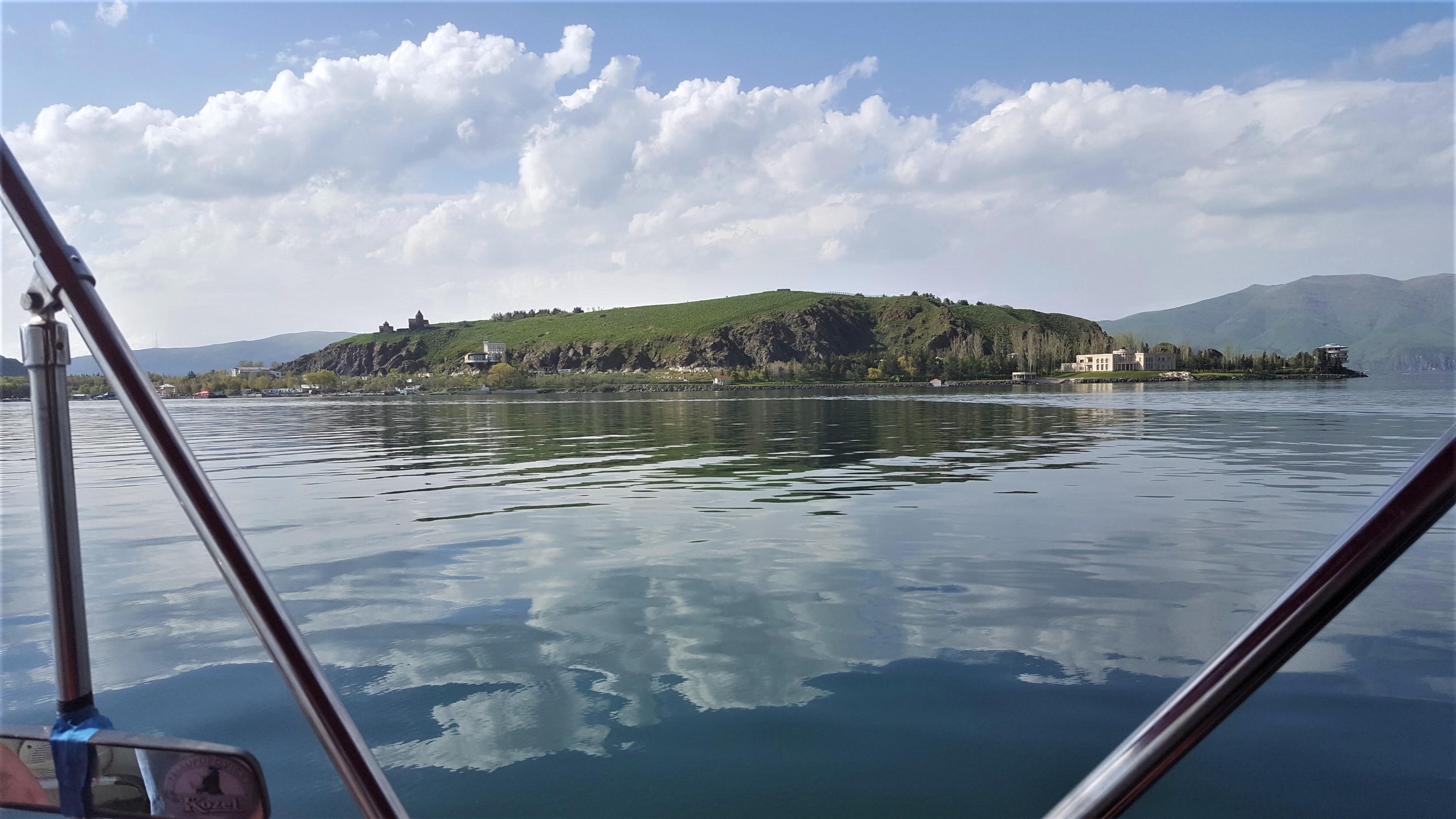
2017-ben, a jobb parton az elnöki nyári rezidenciával
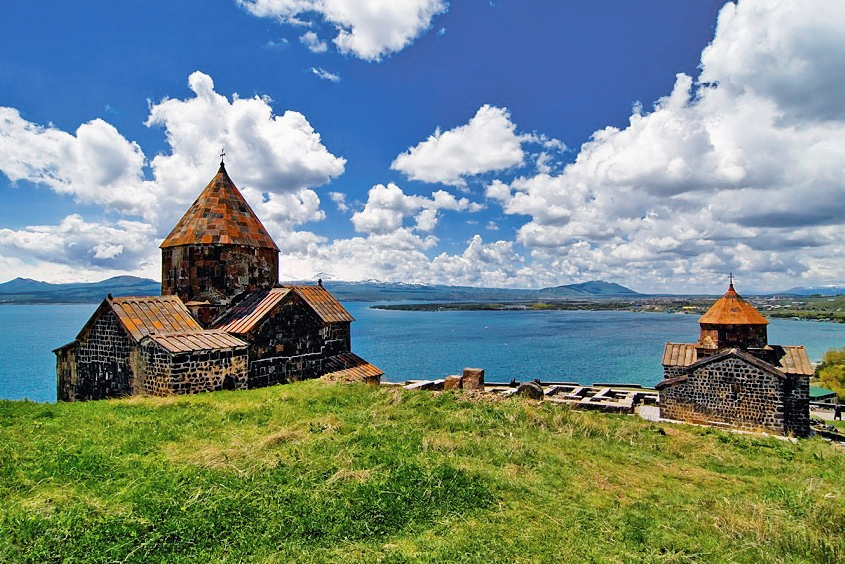
A Szeván-kolostor két temploma
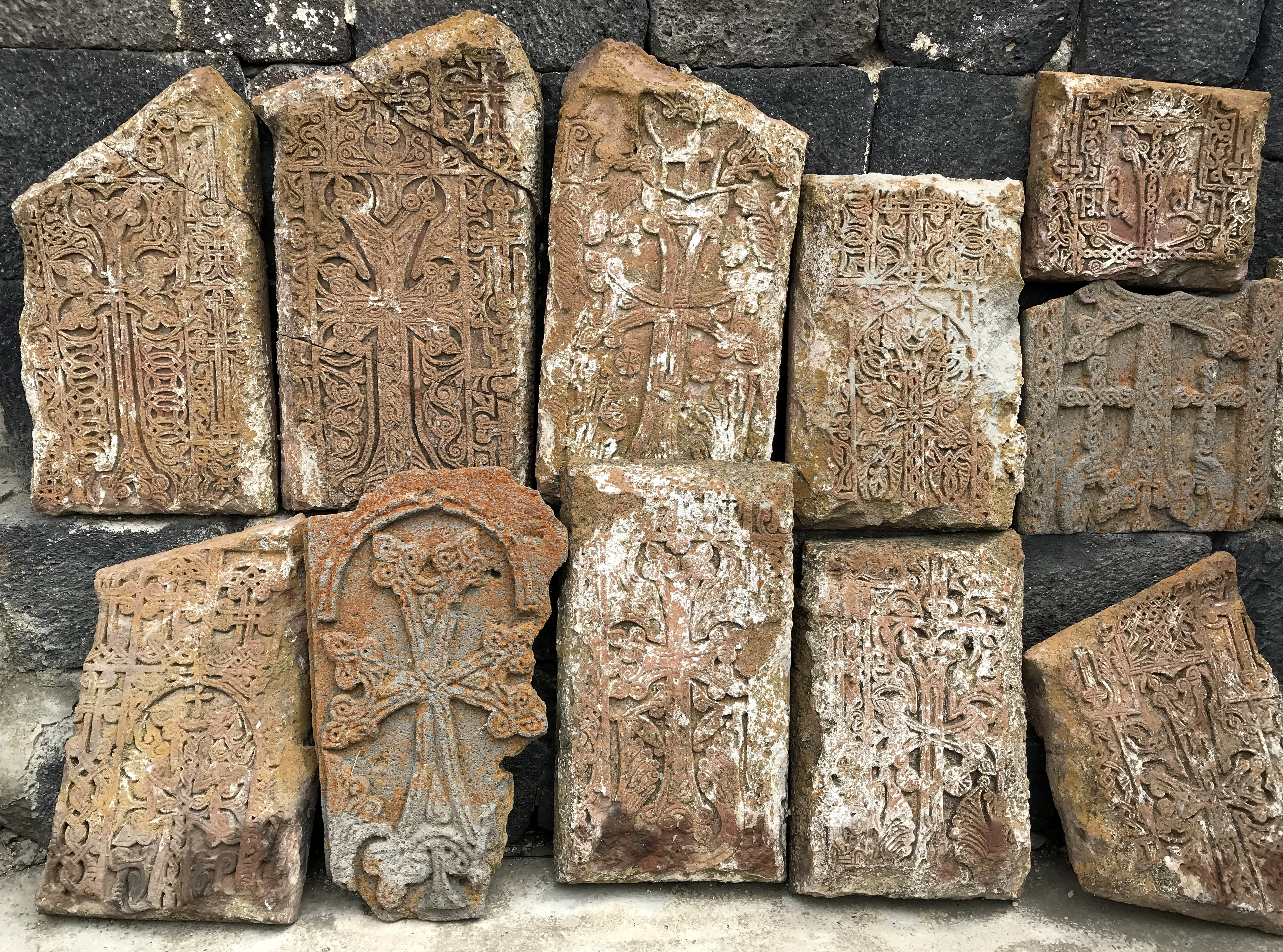
A szigeten felállított kacskarok

## Fordítás
- Ez a szócikk részben vagy egészben  a   Sevan Island című angol Wikipédia-szócikk ezen változatának fordításán alapul.  Az eredeti cikk szerkesztőit annak laptörténete sorolja fel. Ez a jelzés csupán a megfogalmazás eredetét és a szerzői jogokat jelzi, nem szolgál a cikkben szereplő információk forrásmegjelöléseként.